# Музыка Китая

Мраморный раскрашенный рельеф из гробницы Ван Чучжи. 924 г. Институт культурных реликтов пров. Хэбэй. На рельефе представлен придворный ансамбль из 12 музыкантов. Все музыканты — дамы, изображенные в характерной для эпохи Тан манере — полнолицыми и дородными. Справа — руководитель и дирижёр ансамбля. В правом нижнем углу — два танцора в центральноазиатских костюмах.

Музыка Китая насчитывает несколько тысячелетий своего развития. Она испытала воздействие музыкальных традиций Среднего Востока, Центральной и Южной Азии, Юго-Восточной Азии. Она также впитала элементы музыки народов, входивших в состав китайского государства (уйгуров, тибетцев, монголов, чжурчженей, маньчжуров и т. д.), и в свою очередь оказала значительное влияние на музыку Кореи, Японии, некоторых народов Юго-восточной Азии и бассейна Тихого океана. Китайская музыка с древности развивалась под воздействием религиозных и философско-идеологических доктрин.
В конфуцианских трактатах разрабатывалась космологическая концепция природы музыки, подчёркивалась её общественная и политическая роль. Музыка в конфуцианстве рассматривалась как одно из средств управления государством, а также как существенный фактор воспитания людей и достижения общественной гармонии.
Согласно представлениям даосизма, музыка должна была содействовать проявлению естественных психоэмоциональных реакций человека, слиянию его с природой.
Буддийское мировоззрение подчеркивало мистическое начало в музыке, помогающее постижению сути бытия, процессу духовного совершенствования человека.
Понятие юэ в китайской культуре означало не только музыку, но и другие виды искусства, а также нечто прекрасное вообще, характеризующееся высокой степенью организации. Многоуровневое символическое мышление в музыке отражало попытки установления соответствий отдельных музыкальных тонов, музыкальных инструментов, видов и жанров музыки с элементами мироздания и социально-политическими системами. Так в системе люй-люй звуки 12-ступенного звукоряда связывались с периодами суток, с положением Солнца и Луны, с месяцами года и т. п. На основе этой системы был создан пентатонический звукоряд, ступени которого связывались с пятью типами семантического интонирования в китайском языке, и отождествлялись с пятью стихиями природы, сторонами света, с рангами социальной иерархии и т. д. Звучание инструментов (особенно церемониальных оркестров) поддерживалось в точном соответствии с выработанной шкалой звуковых высот. Китайцы были убеждены, что её нарушение могло иметь катастрофические космологические и социально-политические последствия.
В V—III веках до н. э. к пентатоническому звукоряду были добавлены два дополнительных звука. Таким образом была создана 7-ступенная гамма, соответствующая лидийскому ладу. Ладовая концепция китайской музыки наиболее активно разрабатывалась в период Сун (X—XIII вв.) учёными-музыкантами Шэнь Куа, Цай Юаньдином, Шан Янем, Шэнь Юаньцином. Структура лада (тяо) определялась тем, какой из 12 тонов был выбран в композиции в качестве опорного. Теоретически количество ладов составило 84, на практике применялось значительно меньше. Сформированная в древности китайская музыкальная нотная система, созданная на основе иероглифов, существует и поныне в нескольких разновидностях (люй-люй, 5- и 7-тоновая, гунчэпу (工尺譜), и другие). Этническая музыка ханьцев основана на гетерофонии, где музыканты исполняют версии одной и той же мелодической линии. Исполнение музыки, танцев и оперы обычно сопровождается ударными инструментами.

## Отличия традиционной китайской музыки от европейской
«Теория китайской музыки базировалась на широко распространенном в странах Древнего Востока принципе признания определяющей роли единого звука, то есть звука, взятого отдельно. В этом и заключается коренное отличие теории музыки большинства стран Древнего Востока и античности, в которой главенствующая роль отводится мелодическому обороту» Н. Иофан.
«Двенадцатиступенчатый звукоряд, соответствующий двенадцати месяцам года, состоит из двух „взаимопроникающих звукорядов“ — инь (минорного) и ян (мажорного). Пять музыкальных тонов, составляющих систему китайской пентатоники, соответствуют „пяти элементам“, „пяти постоянствам“, пяти планетам, пяти цветам. При исполнении музыки „пять постоянств“ находятся в равновесии». (Т. Григорьева «Японская художественная традиция»)
Долгое время непонимание смысла китайской музыки приводило к неприятию её европейскими музыкантами. В книге «Вечера в оркестре» (1853) Гектор Берлиоз писал о китайской музыке: «Напев, гротескный и даже весьма неприятный, заканчивался, как в любом нашем самом пошлом романсе, на ключевой ноте; ни разу не отклонился он от тональности и лада, заданных в самом начале. Дробный, монотонный по ритмическому рисунку аккомпанемент исполнялся… в полнейшем диссонансе с нотами голоса… Музыка у китайцев и индийцев, если бы она у них вообще была, походила бы на нашу; но в этой области они пребывают в полнейшем мраке варварства и инфантильного невежества, сквозь которые едва пробиваются малочисленные, неуклюжие и неуверенные ростки. Народы Востока называют музыкой то, что мы назвали бы шумом»

## История

### От древности до династии Суй

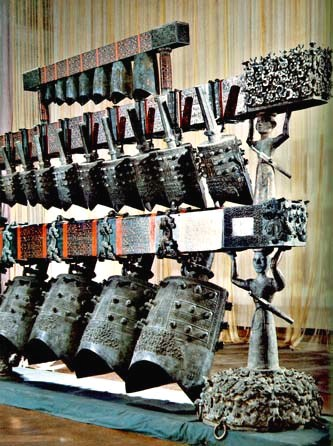
Лакированная подставка с набором колоколов. Из гробницы маркиза И. 256 г. до н. э.

Первые упоминания о музыке китайцев восходят к IV—III тысячелетиям до н. э., они отражены в легендах и мифах. Первые документальные свидетельства о музыке относятся к XVI—XI векам до н. э. В XI—VIII веках до н. э. складывается традиция ритуальных оркестров (литофоны бяньцинь, наборы бронзовых колоколов бяньчжун, различные виды колоколов — хун-чжун, гоудяо, юн, бо и др., барабаны гу, глиняные окарины сюань и т. д.). О развитых формах вокального творчества свидетельствует «Книга песен» («Шицзин», созданная в XI—VI веках до н. э.), в которой собраны магические песни, оды (чжэнъя, сяоя, и др.) и гимны суи.
Музыкантам, как носителям традиции и, возможно, религиозным специалистам, отводилась существенная роль при дворе (см. Мастер Куй, «слепые старцы» гусоу). В «Цзо чжуань» они изображаются политически грамотными мыслителями и носителями личных добродетелей (Ши Куан, Чжун И). При этом, один из древних анекдотов изображает слепого музыканта Куана швыряющим цитру в правителя в знак осуждения его слов («Хань Фэй-цзы», «Хуайнань-цзы» о цзиньском Пин-гуне, правл.557-532 до н. э.).
В поздний период эпохи Чжоу (V—III вв. до н. э.) под воздействием конфуцианской доктрины формируется разработанная система придворных церемониалов, которые сопровождались музыкой и пением. Каждому этапу церемонии соответствовали установленные последовательности вокальных и инструментальных композиций. Во время правления династии Цинь (221—207 гг. до н. э.) при дворе было создано учреждение Дасыюэ, ведавшее государственными церемониями и музыкой.
Начиная с эпохи Хань до периода Северных и Южных царств (206 до н. э. — 581 н. э.) музыкальная культура переживает значительный подъём. Важнейшими видами придворного искусства становятся я-юэ — музыка официальных конфуцианских церемоний, и су-юэ — музыка светских увеселений, простонародная музыка, которая представлена многими локальными разновидностями. Чиновники специальной музыкальной палаты Юэфу, в том числе видные музыканты Сыма Сянжу и Цай Юн, занимались собиранием традиционных песен различных областей Китая.
В этот период развивается традиция оркестров большого состава — от 300 до 800 исполнителей, инструменты в которых делились на 8 групп по материалу изготовления. Подобные оркестры сохраняли важную роль на протяжении всей дальнейшей эволюции китайской музыки. В это же время складывается традиция сольного исполнительства на струнных инструментах — цине (особо в кругах учёной элиты) и пипе, в искусстве игры на которой сложилось несколько исполнительских школ (школы Су Чжипо, Цзи Ли, Ли Яньняня и др.)

### Династии Суй и Тан (581—907)
Период правления династий Суй и Тан — время расцвета древней китайской музыки. Так называемый «танский стиль» в искусстве, в том числе в музыке получил распространение также в Корее, Японии, Вьетнаме. В это время в Китае действуют специальные канцелярии — Даюэшу, курировавшая канонические и простонародные виды музыки, и Кучуйшу — отвечавшая за придворные оркестры. Придворная музыка была поделена на две основные разновидности — ли-пучи (музыка на открытом воздухе) и цо-пучи (исполняемая в помещении). Эти две разновидности включали в себя разные жанры: я-юэ, су-юэ, музыку банкетов (янь-юэ), инструментальную музыку (ху-юэ), военную музыку (кучуй), театральную музыку (сан-юэ), музыку для циня (цинь-юэ). Янь-юэ исполнялась оркестрами, имеющими в составе, помимо китайских, инструменты Индии, Кореи, стран Индокитая, государств и городов Центральной Азии. В репертуаре таких оркестров кроме китайских произведений была музыка всех этих стран (так наз. «Шипучи» — «10 видов музыки»). К VII веку придворные оркестры ещё более расширяют свой состав (до 1500 исполнителей).
В начале VIII века открылось пять специальных учебных заведений, в том числе при императорском дворе «придворная школа» («Цзяофан»), и «Грушевый сад» («Лиюань»). В домах образованных людей распространяется традиция камерного музицирования на струнных и духовых инструментах (флейте ди, арфе кунхоу, цине, пипе и др.). Среди известных музыкантов этого периода — Сюй Хэцзы, Хэ Маньцзы, Ли Гуйнянь, Дуань Шаньбэнь. Поэтическая форма ши (четверостишие) использовалась видными поэтами Бо Цзюйи, Ли Бо и их коллегами для создания песен, исполняемых певицами в сопровождении лютни. В IX—X веках в городах получают распространение песенные сказы и эпизоды из буддийских канонических книг в форме бяньвэнь, которые исполнялись профессиональными сказителями.

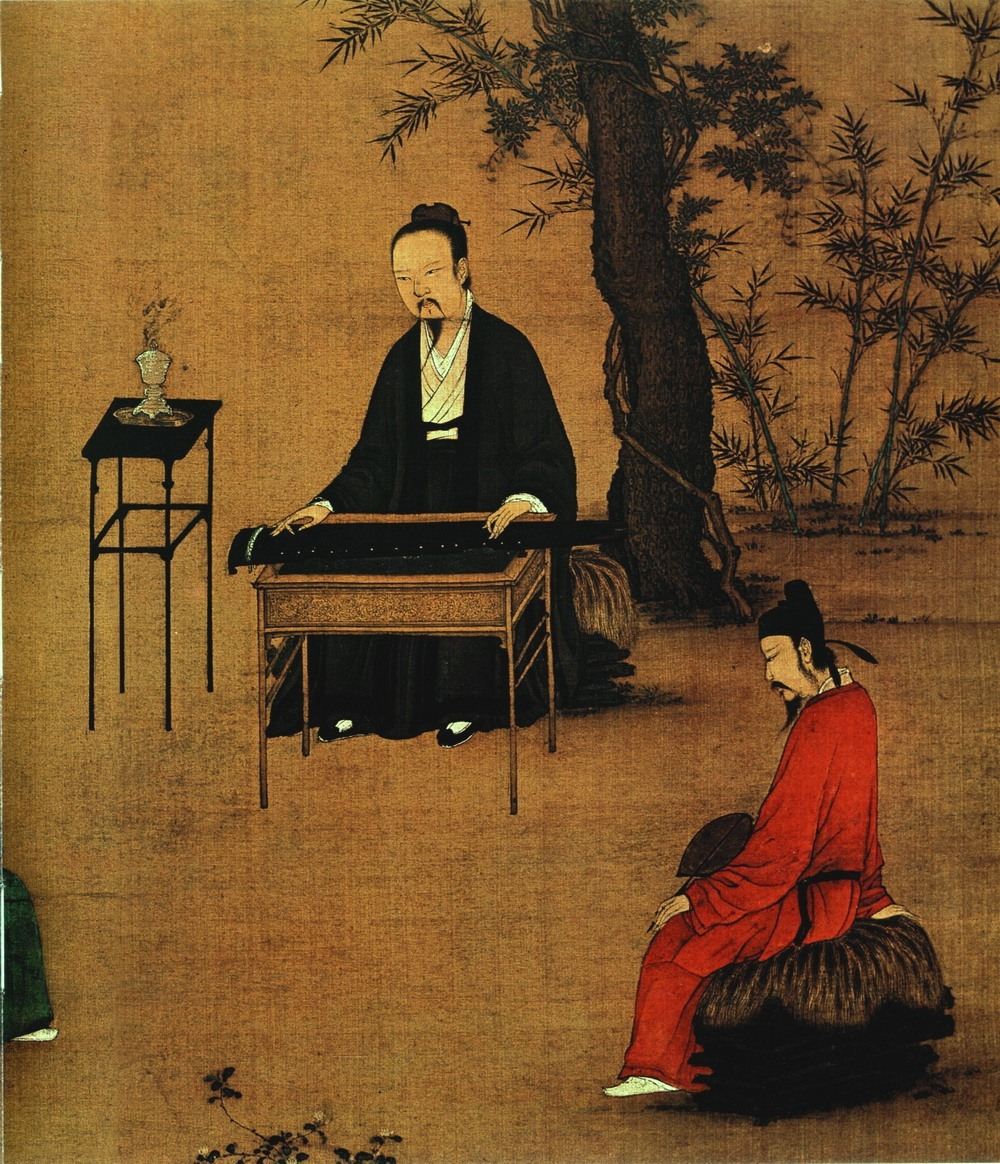
Император Хуэйцзун музицирует на цине. Деталь свитка. ок. 1102 г. Гугун, Пекин. Музицирование на цине во все эпохи было искусством высокообразованных учёных.

### Период династий Сун, Юань, Мин и Цин (960—1911)
В период нового расцвета конфуцианской идеологии при династии Сун (960—1279) осуществляется попытка возрождения древних традиций придворной музыки, появляются новые утонченные виды музыки, в том числе песенно-поэтическая форма цы, исполнявшаяся в сопровождении струнных инструментов. Становятся популярными зрелищные искусства. Это разыгрываемые в балаганах (вацзы) песенные сказы с инструментальным сопровождением (чжугун-дяо, популярные в XII—XIII веках, и др.); многочисленные драмы чуаньцзю; музыкальные драмы наньцю (южные), использовавшие новые для Китая инструменты, такие как сона, 4-струнная монгольская лютня (хубосы). Период династий Юань — Мин (XIII—XVII века) явился кульминацией развития традиционной музыкальной драмы, оказавшей воздействие на музыкальные традиции других стран Дальнего Востока (Корея, Япония) и Юго-Восточной Азии (Вьетнам). Среди множества локальных разновидностей (хайяньские, сюяоские, гэяньские и т. д.) в XV—XVI веках в Южном Китае особо выделяется жанр куньцзю (куньшаньская пьеса). С началом XVI века этот жанр распространяется и в Северном Китае, а среди его мастеров прославились Вэй Лянфу, Лян Чэньюй (Лян Болун), и Чжан Етан.
Музыкальная культура XIII—XVII веков характеризовалась интенсивной музыкальной жизнью монастырей и дворцов, городских кварталов, сельских местностей. Среди множества местных вокальных, инструментальных и танцевальных стилей можно упомянуть яньгэ (народные танцы с пением), лянжэньчжуань и лянжэньтай (пьесы-диалоги), хуагу, хуадэн (традиционные песни и сценки под музыку), тибетская нанма (танец с речитативом). Широко распространяются локальные разновидности песенных сказов: дагу (под барабан и струнные), циньшу (в сопровождении цитры), таньцы (в сопровождении пипы), цзоучан (театрализованный сказ в лицах) и др., сохранившие своё значение и в XX веке. Складываются мелодические типы сказов — баньцянти, ляньцюйти и т. д., которые в зависимости от темпа исполнения делятся на две категории: быстрые — куайбань, и медленные — маньбань. В XIII—XIV веках в китайской музыке выделяются две традиции: северная и южная. Для северной характерны героическая тематика, простота музыкального языка, использование 7-ступенных ладов; для южной — преобладание лирических образов, более утонченная техника исполнения, пентатонические звукоряды, преобладание деревянных духовых инструментов. Инструментарий китайской музыки к этому времени включал свыше 100 разновидностей музыкальных инструментов: среди струнных щипковых — цитры цинь, чжэнь, гусли сэ, лютни пипа, юэцинь и др.; среди смычковых (группа хуцинь) — эрху, баньху, сыху, цзиньху, и др.: духовые — продольная флейта сяо, многоствольная свирель пайсяо, поперечные флейты чи и ди; сона (род гобоя), губной орган шэн; среди ударных различные барабаны — большой цзяньгу, глиняный ху, односторонний малый баньгу, тамбурин яогу; наборы бронзовых колоколов бяньчжун и т. д.
В начале периода правления династии Цин (1644—1911) наметилась тенденция к демократизации музыкальной культуры. Появляются разновидности городской музыкальной драмы (на основе локальных драм), венцом которых стала пекинская музыкальная драма цзинцзюй. С начала XIX века в связи с осложнившейся внутри- и внешнеполитической обстановкой (так называемые «опиумные войны» европейских стран против Китая) придворные музыкальные традиции переживали период упадка; с концом последней династии (1911 г.) придворные оркестры и театральные труппы были распущены. Воздействие на китайскую культуру западноевропейской музыки, начавшееся в XVI—XVII веках, на рубеже XIX—XX веков усилилось. Важнейшим центром западноевропейской культуры стал Шанхай.

### XX век
С началом XX века китайские музыканты получают специальное образование в городах Европы, а в Китае создаются музыкальные учебные заведения (музыкальные отделения при университетах) и оркестры западноевропейского типа. Особый вклад в развитие китайской музыки этого периода внесли Сяо Юмэй, Цай Юаньпэй, Хуан Гуанси, Лю Тяньхуа. В 1920-х годах по инициативе Сяо Юмэя и Цай Юаньпэя основана консерватория и создан симфонический оркестр. В связи с ростом национально-освободительного движения возникают формы патриотической песни (с 1930-х годов — против японских захватчиков), получивших массовое распространение, особенно среди молодёжи. С начала 1920-х годов с ростом китайского коммунистического движения формируется массовая песенная культура. Для революционно-патриотических песен использовались древнекитайский поэтический жанр цы и мотивы традиционных песен. Среди композиторов этого периода следует упомянуть несколько важных имен — это Не Эр, автор «Марша добровольцев» ставшего гимном КНР, Тянь Хань, Чжан Шу, Ань Э, Мэн Бо, Ша Мэй.
После образования КНР (1949) культурная политика государства была направлена на усиление роли литературы и искусства среди широких слоев населения. В Пекине организованы Всекитайская ассоциация работников литературы и искусства и Союз работников музыки (с 1959 года — союз китайских музыкантов). При содействии специалистов из СССР формировалась система музыкального образования; были открыты консерватории (Пекин, Шанхай, Тяньцзинь), музыкальные институты (Ухань, Шэньян, Сиань, Чэнду), Институт китайской народной музыки (Пекин) и музыкальные училища в различных городах. В них преподавали замечательные музыканты и композиторы — Хо Лутин, Чжао Фэн, Юй Исюань, Мяо Тяньжуй, Ли Лин, Чэнь Хун, Цзэн Лянинь и др. Развернулась работа по изучению традиционной китайской музыки (Ян Иньлю, Чжан Хундао, Ли Юаньцин). Организовывались фольклорные ансамбли, популярностью пользовалась Пекинская музыкальная драма (связана с деятельностью актёра Мэй Ланьфана), развивались жанры массовой песни (Ма Кэ, Ли Хуаньчжи). Также были созданы камерно-инструментальные и симфонические произведения (композиторы Ма Сицун, Цюй Вэй, Чжу Цяньэр); выдвинулись китайские музыканты-исполнители (пианисты Лю Шикунь, Ли Минцян и др.).
С начала 1960-х годов, и затем в ходе «культурной революции» музыка служила иллюстрацией политических лозунгов пекинского руководства; было запрещено исполнять традиционную китайскую музыку, подверглись гонению сочинения зарубежных композиторов, а также произведения китайских композиторов, написанные до 1966 года. Ставились создаваемые коллективно так называемые «образцовые музыкальные драмы» в жанре цзинцзюй («Красный фонарь», «Шацзябан» и др.) балеты («Седая девушка»), а оркестровая музыка включала только китайские национальные инструменты. Музыкальные коллективы были расформированы, музыкальные учебные заведения закрылись. С 1980-х годов вновь активизируется самодеятельное творчество, создаются новые профессиональные ансамбли и оркестры, налаживается исследовательская работа современной и традиционной музыки, совершенствуется музыкальное образование.
Среди известных композиторов: Ли Хуаньчжи, Лю Чжи, Цюй Сисянь, Цюй Вэй, Чжу Цзяньэр, Чжу Цюфэн, Ван Мин, Ши Гуаньнань, У Цзучан, Ду Минсинь, Ян Динсянь, Хуан Анлун, Чжэн Цзигян, Тань Дунь, Е Сяочан. Известные дирижёры — Ли Дэлунь, Ян Лянкун, Хуан Сяотунь, Цао Пэн, Чжэн Сяоинь. Известные певцы — Чжоу Сяоянь, Вэй Чисянь, Ху Сунхуа, Чжан Юэнанаь, Ли Гуанси, Мян Нинь, Ван Кунь, Чжан Цзяньи, Ли Гуи, Ху Сяопин, Чжань Маньхуа, фу Хайцзин. Известные пианисты — Вэй Данвэн, Ли Чжэн; скрипачи — Шэн Чжунго, Ху Хуэн, Сюэ Вэй; известные исполнители на народных инструментах — Лю Дэхай (пипа), Чжан Чжэхуа (эрху), У Диньлюэ, У Вэнгуан (цинь).
В КНР издается около 40 музыкальных журналов, и ежегодно проводятся музыкальные фестивали. С 1988 года в КНР функционируют 8 высших музыкальных учебных заведений, Союз музыкантов, Центральный государственный театр оперы, Китайский оперный театр, симфонические оркестры во многих крупных городах, Театр китайской песни и танца, Центральный оркестр китайских народных инструментов, и т. д.

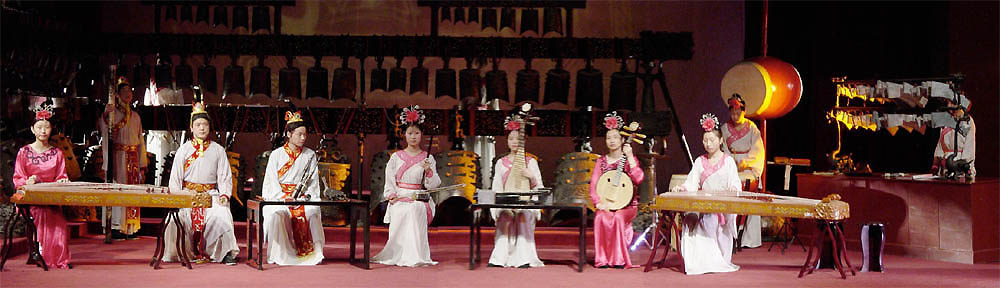
Современный китайский ансамбль, исполняющий музыку на точных копиях музыкальных инструментов эпохи Тан

Китайское влияние на классическую западную музыкальную традицию сказалось в творчестве двух известных композиторов — Густава Малера, написавшего «Песнь о земле» на тему семи стихотворений четырёх китайских поэтов (Ли Бо, Чжан Цзи, Мэн Хаожаня и Ван Вэя), и на творчестве американского композитора и музыкального теоретика Джона Кейджа («Музыка перемен», «Музыка воды», «Музыка зимы»). В обоих случаях речь идет о влиянии на музыкальное мышление композиторов философии чань.

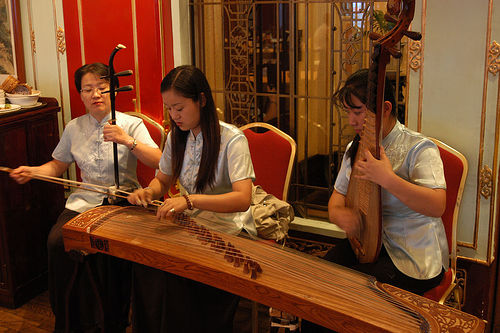
Китайские музыканты в шанхайском ресторане

## Инструментальная музыка
Инструментальное исполнение в традиционной китайской музыке сольное и ансамблевое (небольшие оркестры, играющие на щипковых и смычковых струнных, флейтах, цимбалах, гонгах и барабанах).
Китайская бамбуковая флейта и гуцинь относятся к древнейшим инструментам человечества. По традиции, инструменты классифицируются в зависимости от материала звучащего элемента: бамбук, глина, дерево, камень, кожа, металл, тыква-горлянка, шёлк.
Инструменты
- Деревянные духовые, ударные

дицзы, шэн, гонг, пайгу, пайсяо, гуань, колокольчики, цимбалы
- Смычковые струнные

эрху, чжунху, даху, баньху, цзинху, гаоху, гэху, еху, цичжунху, диингэху, лэйцинь
- Щипковые и молоточковые струнные

гуцинь, саньсянь, янцинь, гучжэн, жуань, кунхоу, люцинь, пипа, чжу

## Китайская опера
Китайская опера — представление, сочетающее как пение и инструментальную музыку, так и художественную пластику и ряд других зрелищных элементов, генетически восходит в основном к юаньской драме XIII—XIV веков. Среди современных жанров китайской оперы наиболее известна Пекинская опера. Жанp китайской оперы куньцюй был объявлен объектом нематериального достояния человечества ЮНЕСКО.
Кроме включения в понятие оперы художественной пластики и выражения характера актёров через грим и одежду, для китайской оперы характерны высокие регистры пения, и приуроченность музыки к сценическому действию, со значительными ускорениями и замедлениями.
Среди характерных аккомпанирующих инструментов в китайской опере используется суона, цзинху, эрху и другие струнные инструменты, и обязательные ударные, включая барабаны.

## Народная музыка
Народная музыка ханьцев бытует на свадьбах и похоронах, и как правило включает гобой-сону и набор ударных, известный как чуйгушоу. Мелодический репертуар разнообразен и может включать мелодии западных популярных песен и мелодии из фильмов. В деревнях на севере Китая бытуют ансамбли из шэна, соны, флейты дицзы и ударных (в первую очередь гонгов юнло). Традиция северных деревень связана с придворной и храмовой музыкой Пекина, Сианя, Утайшаня и Тяньцзиня.

### Юньнань

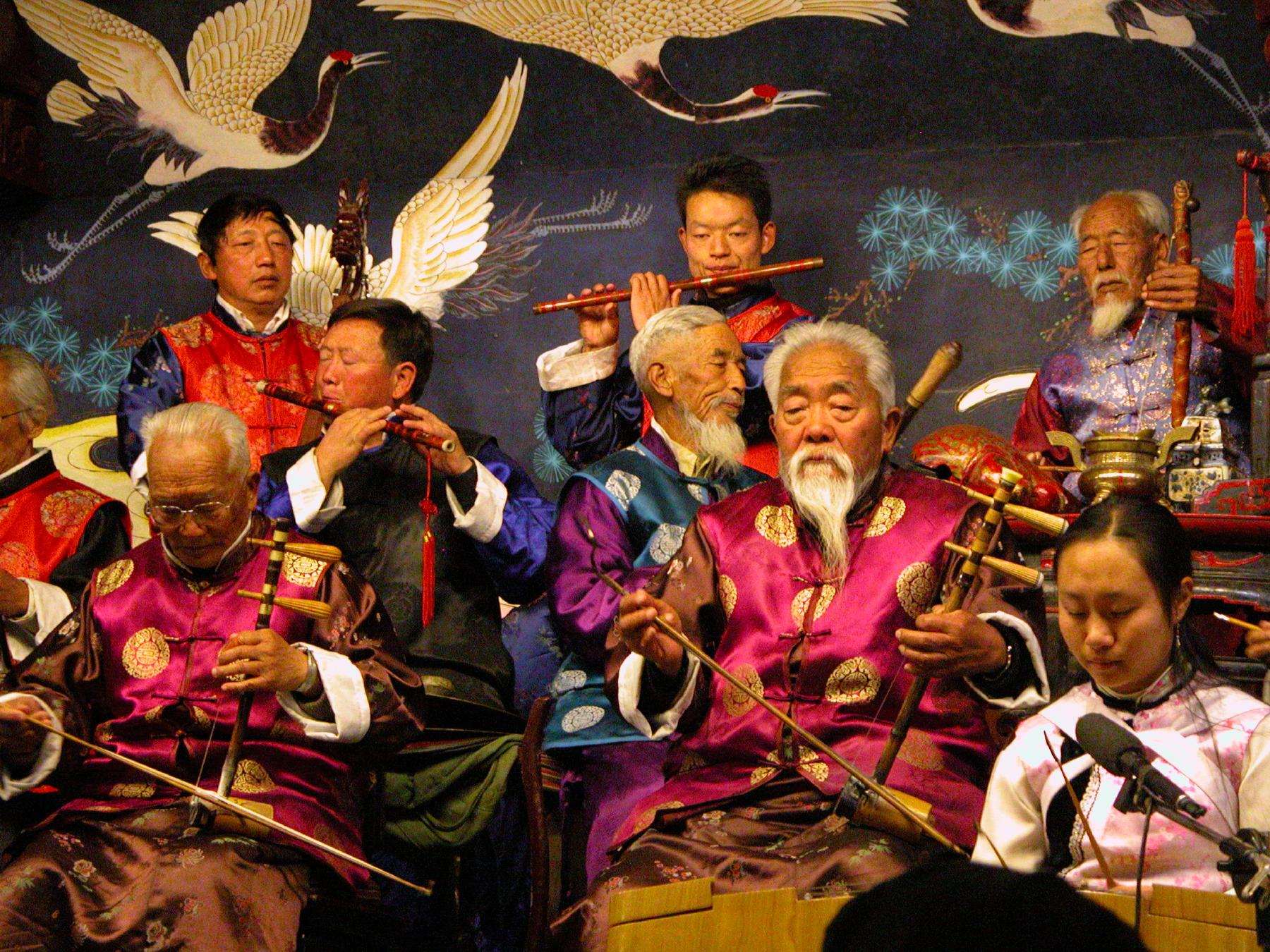
Музыканты народности Наси

### Синьцзян

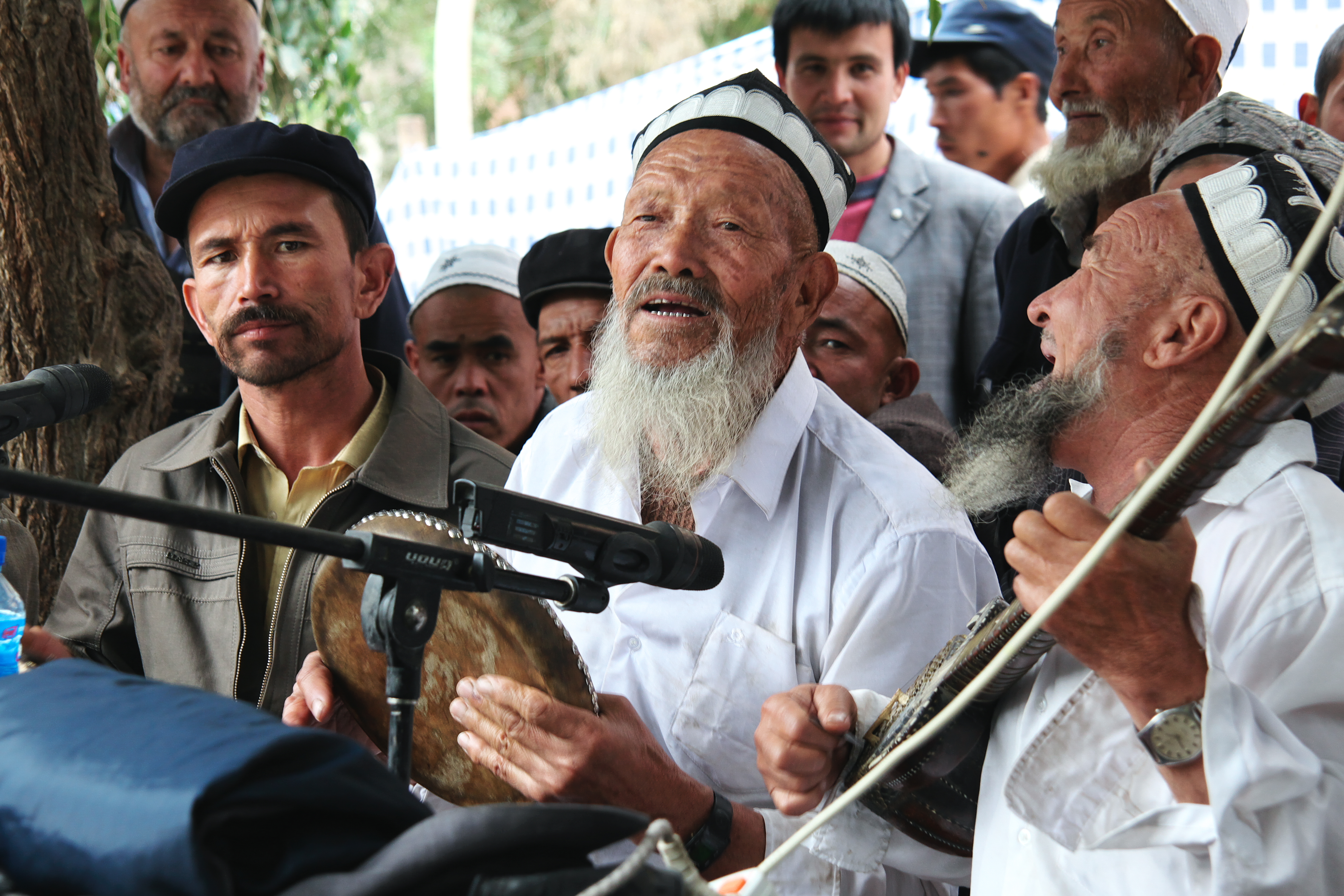
Музыканты уйгурского мешрепа в Яркенде

## Современная популярная музыка Китая
С вступлением в эру глобализации в Китае стали приживаться многие коммерческие жанры западноевропейской и американской музыки — рок со всеми его разновидностями, хип-хоп, рэп и т. д. Некоторые традиционные китайские музыканты принимают участие в записях музыки в стиле нью-эйдж, которая охотно эксплуатирует восточную мелодику и инструментарий, а также в джазовых или околоджазовых музыкальных жанрах, основанных на импровизационном искусстве.

### Основные предпосылки и характерные особенности
На рубеже ХХ — XXI столетий в популярной музыке Китая начался творческий бум. Этому способствовали ряд экономических и культурологических факторов. Во-первых, в стране наметился устойчивый экономический рост и появилось множество инвесторов, которые стали развивать основную структуру шоу бизнеса. Во-вторых, расширились творческие границы.

1. Как правило, исполнители стараются реализовывать свой потенциал в самых разных жанрах. Поэтому в современной музыке невозможна какая-либо строгая жанровая классификация. Только несколько групп можно отнести к тому или иному жанру.

2. В текстах песен зачастую используется принцип языкового смешивания. Достаточно часто в тексты песен включаются англоязычные фразы и предложения.

3. Большинство исполнителей используют англоязычные творческие псевдонимы.